# Pilnîi Mukariv, Dunaiivți
Pilnîi Mukariv (în ucraineană Пільний Мукарів) este un sat în comuna Vîhrivka din raionul Dunaiivți, regiunea Hmelnîțkîi, Ucraina.

## Demografie
Componența lingvistică a localității Pilnîi Mukariv
     Ucraineană (98,1%)
     Alte limbi (1,67%)
Conform recensământului din 2001, majoritatea populației localității Pilnîi Mukariv era vorbitoare de ucraineană (98,1%), existând în minoritate și vorbitori de alte limbi.